# La Seine Musicale
La Seine Musicale és un centre de música i arts escèniques situat a l'Île Seguin, una illa del riu Sena entre Boulogne-Billancourt i Sèvres, als afores occidentals de París, França.

## Programa
La Seine Musicale va obrir el 22 d'abril de 2017 amb un concert de l'Orquestra Insula, acompanyada pel Cor Accentus, dirigit per Laurence Equilbey. Durant la seva setmana d'obertura, el 21 d'abril de 2017, Bob Dylan es va convertir en el primer artista a oferir-hi un concert de música. El 8 de desembre de 2018, el recinte va acollir el sorteig final de la Copa del Món Femenina de Futbol de 2019.
El 20 de maig de 2021, la Unió Europea de Radiodifusió (UER) i l'emissora francesa France Télévisions van anunciar que el centre acolliria el Festival de la Cançó d'Eurovisió Júnior 2021. El concurs, que tindrà lloc el 19 de desembre de 2021, serà el primer país on França organitza el concurs i el primer esdeveniment d'Eurovisió celebrat al país des del concurs de Joves Ballarins d'Eurovisió de 1999 a Lió.